# Pocillopora kelleheri
Espèce
Statut CITES
Pocillopora kelleheri est une espèce de coraux appartenant à la famille des Pocilloporidae.

## Habitat et répartition
Pocillopora kelleheri est un coraux des océan Indien-Pacifique.